# Aardappelmeelfabriek (Gasselternijveen)

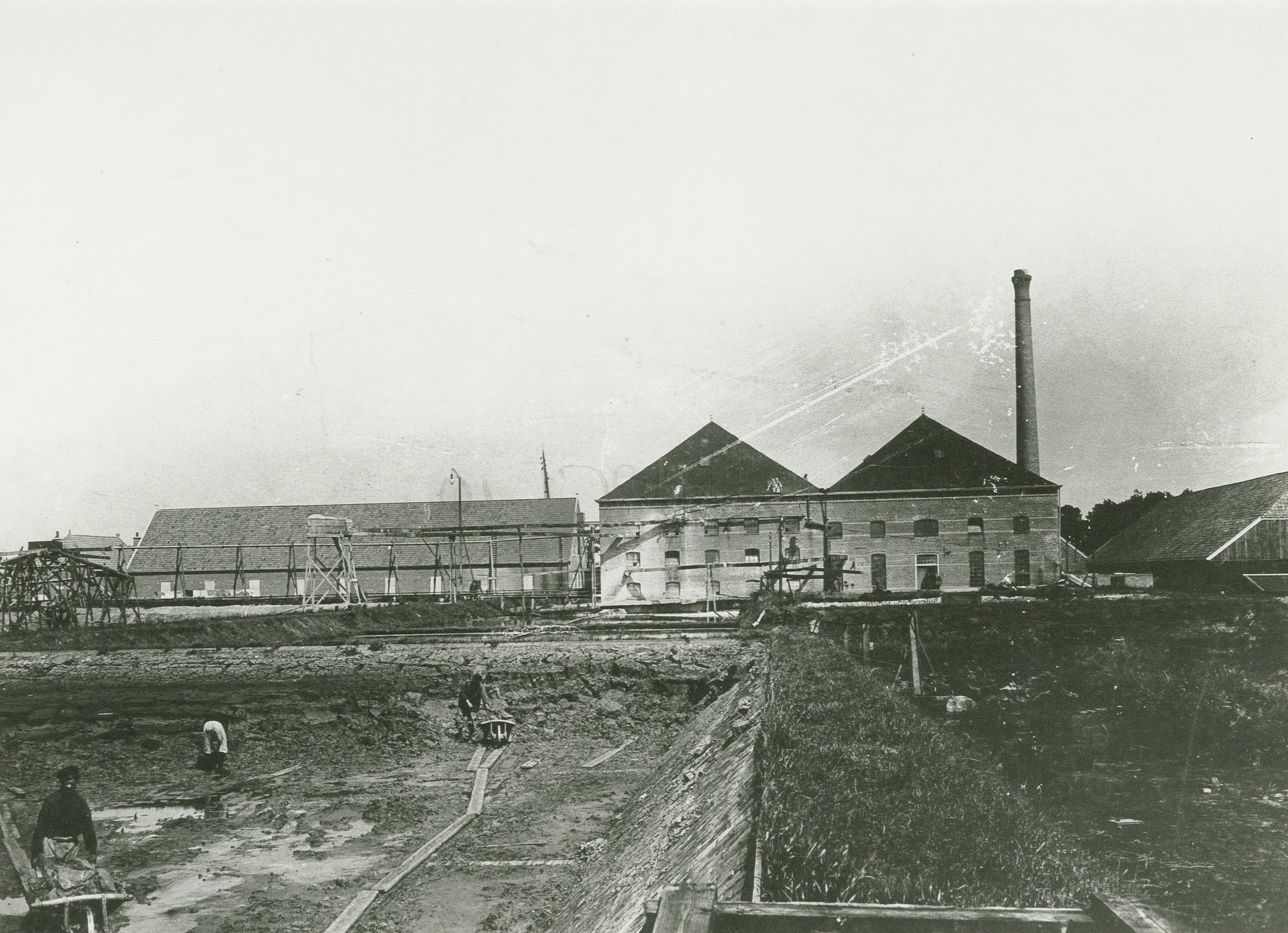
Oostermoer 1920

De aardappelmeelfabriek in de Drentse plaats Gasselternijveen ging van start in 1903 als coöperatieve aardappelmeelfabriek Oostermoer. In 1919 sloot het bedrijf zich aan bij het samenwerkingsverband Coöperatief Aardappelmeel Verkoopbureau (AVB), dat later zou uitgroeien tot de coöperatie Avebe. De gebouwen van het bedrijf in Gasselternijveen zijn, voor wat betreft de nieuwbouw in de periode 1948 tot 1968, erkend als provinciaal monument.

## Het bedrijf
De aardappelmeelfabriek in Gasselternijveen is een van de drie productielocaties van Avebe in Nederland. Behalve in Gasselternijveen staan er fabrieken in Foxhol en in Ter Apelkanaal in de provincie Groningen. Het fabrieksgedeelte in Gasselternijveen werd in 1977 geheel vernieuwd om te kunnen voldoen aan de milieuvoorschriften. Dit nieuwe bedrijfsgedeelte werd op 7 december 1977 in gebruik gesteld door prins Claus. De concernleiding heeft daarna besloten om dit bedrijf te handhaven als een van locaties, waar de productie van aardappelzetmeel en daarvan afgeleide producten zou worden voortgezet.

## Provinciaal monument
Een gedeelte van het bedrijfscomplex is aangewezen als provinciaal monument. Het betreft de nieuwbouw, die werd gerealiseerd in de periode tussen 1948 en 1968. Deze nieuwbouw vertoont details van de wederopbouwarchitectuur. De gebouwen liggen evenwijdig aan de Noordzijde te Gasselternijveen. Tot de jaren zestig van de 20e eeuw liep hier de Vaart, de waterweg die Gasselternijveen verbond met het Stadskanaal. De aardappels werden in de beginjaren per wipkar en per schip aangevoerd. Deze schepen konden direct bij de fabriek worden gelost. Na de demping van de Vaart worden de aardappelen enkel per wegtransport aangevoerd. Het hoge, meest westelijk gelegen gedeelte met plat dak, werd gerealiseerd in 1951-1953. Ook het lagere gedeelte ten oosten hiervan, eveneens met een plat dak, werd ook in deze jaren gebouwd. De twee gebouwen daarnaast met de twee zadeldaken stammen uit 1948. Het meest oostelijk gelegen gebouw met zadeldak werd in 1968 gebouwd.
De gebouwen uit 1948 werden ontworpen door de gebroeders Blaauw. Een architectenbureau van de in Gasselternijveen geboren broers, de architecten Frederik Hendrik Blaauw (1908-1975) en Hendrik Jan Blaauw (1911-1970), zonen van Klaas Blaauw (1880-1951). Klaas Blaauw was de eerste directeur/opzichter van de aardappelmeelfabriek. Zijn zoon en tweelingbroer van Hendrik Jan, Jacobus Roelof Blaauw (1911-1961) volgde hem op als bedrijfsleider van 1940 tot 1948. Dit gedeelte van het totale complex van de aardappelfabriek is aangewezen als provinciaal monument onder meer vanwege de cultuur- en architectuurhistorische waarde. Het is een kenmerkend voorbeeld van de industriële ontwikkeling in het veenkoloniale deel van Drenthe en de enige nog werkende aardappelzetmeelfabriek in Drenthe.
De verbouwingen in de latere jaren stonden onder leiding van het architectenbureau J. en J.K. Kruijer uit Nieuwe Pekela.